# Młyn Braci Brummerów przy ul. Starołęckiej w Poznaniu
Młyn Braci Brummerów przy ul. Starołęckiej w Poznaniu (także Młyn Starołęcki Braci Brummerów – niem. Luisenheinmühle Gebr. Brummer) – nieistniejący młyn wraz ze spichlerzem usytuowany przy ul. Starołęckiej na Starołęce w Poznaniu.

## Historia
Młyn uruchomiono prawdopodobnie na początku XX wieku. 31 lipca 1910 roku wybuchł pożar i młyn uległ całkowitemu zniszczeniu. Został odbudowany i w 1911 roku ponownie otwarty. Niewykluczone, że projekt nowego założenia wykonali architekci Herman Böhmer i Paul Preul. W 1921 roku nowy właściciel młyna zmienił nazwę na „Młyn Ziemiański Tow. Akc”. W zarządzie firmy zasiadał wtedy Stefan Hauser i Stanisław Prymke. Po II wojnie światowej młyn został upaństwowiony i podlegał Zakładom Młynarskim w Poznaniu. Działalność zakładów ograniczyła się do zagospodarowania spichlerza. Jeszcze w latach 90. XX wieku służył jako magazyn, a także prowadzono w nim, między innymi, czyszczenie, sortowanie i pakowanie w worki zboża, w szczególności jęczmienia. We wrześniu 2006 roku spichlerz strawił pożar.

## Opis
Pierwszy młyn braci Brummerów stał tuż przy drodze i składał się z dwóch przylegających do siebie budynków. Budynek usytuowany od strony północnej, o powierzchni 309 m² mieścił silos ze spichlerzem, natomiast drugi od strony południowej o powierzchni ok. 400 m² drugi spichlerz z młynem. Od zachodu ulokowano maszynownię i stajnię.
Zabudowania nowego młyna stanęły na parceli o powierzchni ponad 6 tys. m². Zbudowany został na rzucie nieregularnego kwadratu, podwórze zabudowano ze wszystkich stron. Od strony rzeki Warty stanął parterowy budynek mieszczący maszynownię z wysokim kominem. Od drugiej strony umiejscowiono bocznicę kolejową z tunelem transportowym, przebiegającym nad nurtem rzeki, z którego worki z mąką transportowano do stojących pod nim barek rzecznych. Drugi komin postawiono na podwórzu. Założenie zdominowała masywna bryła pięciokondygnacyjnych silosów z ceglanymi ścianami nie posiadającymi okien. Okna zaprojektowano tylko w dwuosiowej części zakończonej trójkątnym szczytem. Młyn ulokowano w niższej trzypiętrowej i trójosiowej partii budynku. Od strony ul. Starołęckiej dziewięcioosiowa elewacja otrzymała natomiast bardziej reprezentacyjny charakter.
Założenie braci Brummerów należało do nurtu ceglanej architektury przemysłowej, ale w tym przypadku zostało zmodyfikowane przez otynkowanie płaszczyzny ścian pomiędzy ceglanymi lizenami. Do braci Brummerów należał także piętrowy dom mieszkalny z biurami, zbudowany w 1911 roku, stojący pod nr 65 naprzeciwko zabudowań młyna. Obecnie dom popadł w ruinę, młyn nie istnieje od 1945 roku, pozostały tylko komory silosu.

## Galeria

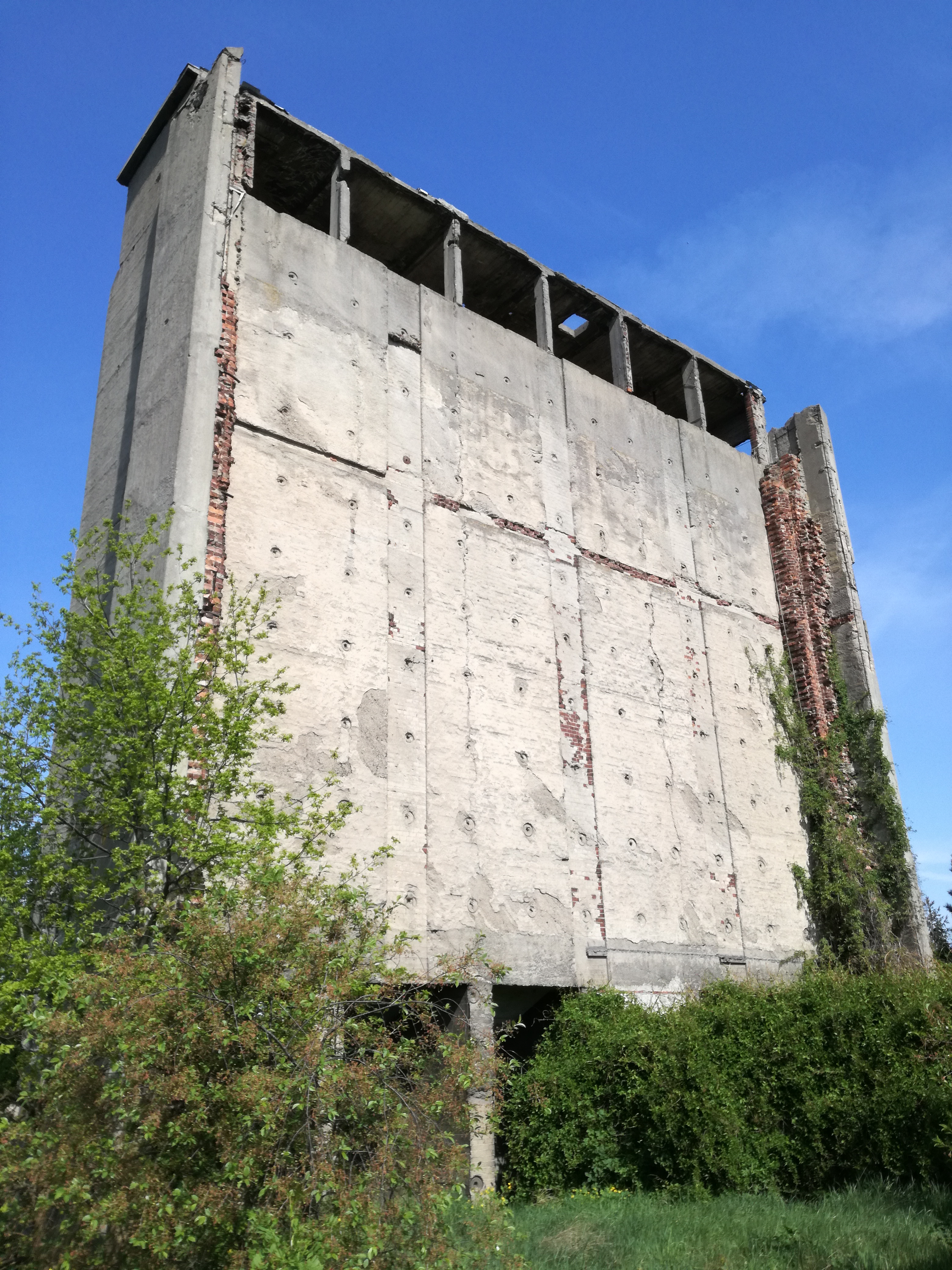
Pozostałość silosu młyna
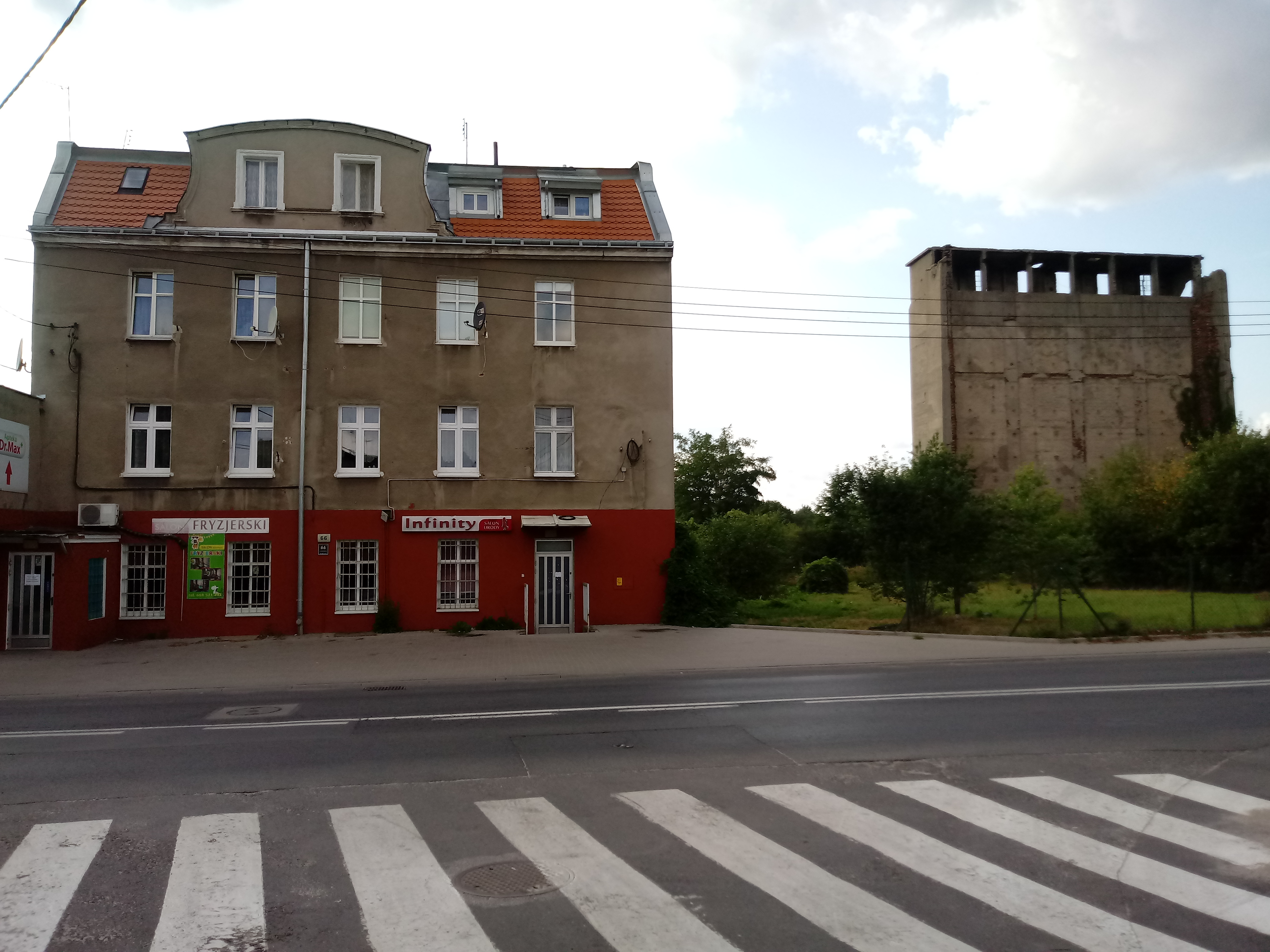
Dom należący do zabudowań młyna i ruiny silosu (2019)